# Junior Eurovisiesongfestival 2018

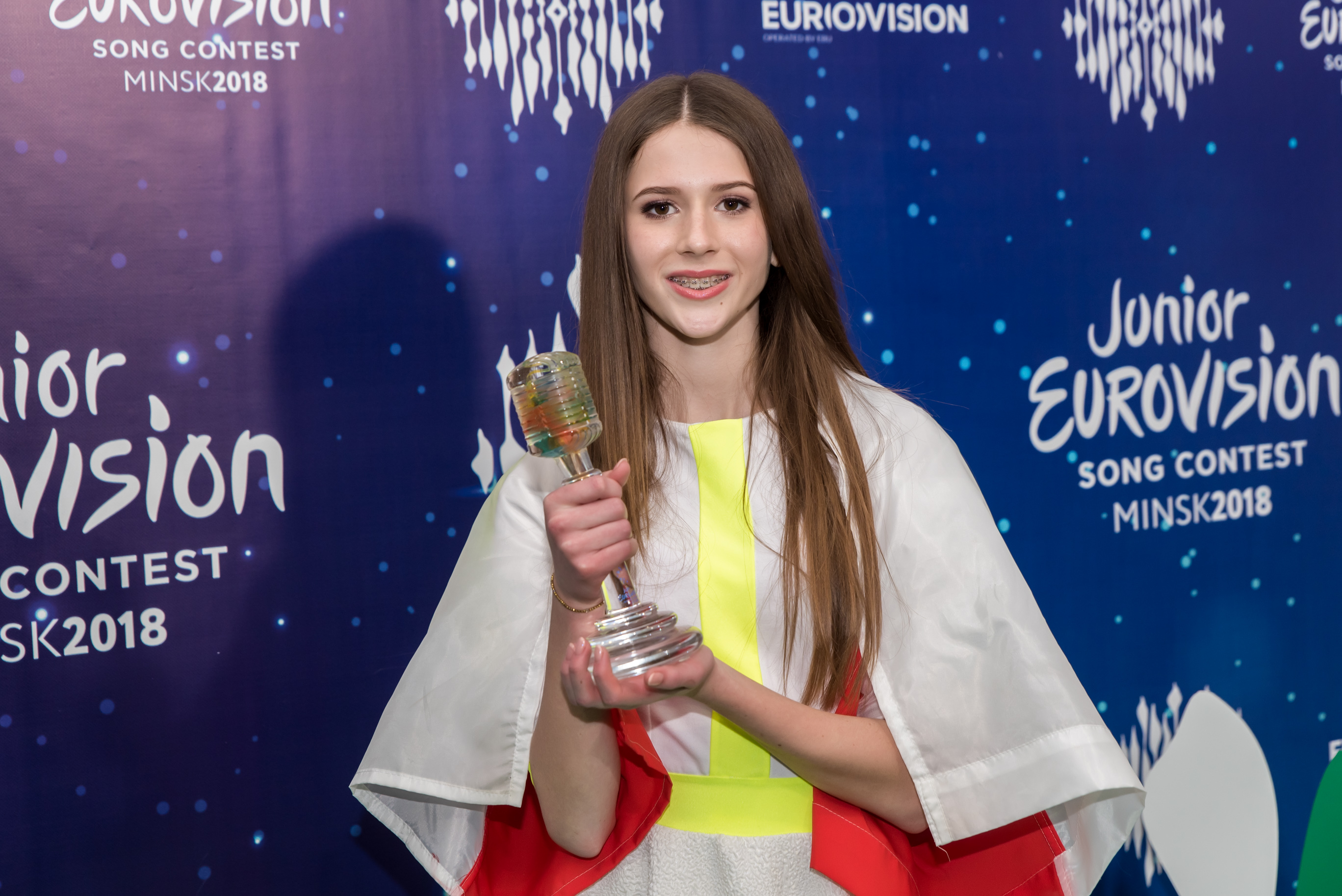
Roksana Węgiel, winnares van het Junior Eurovisiesongfestival 2018

Het Junior Eurovisiesongfestival 2018 was de 16de editie van het liedjesfestival. Het festival werd op 25 november 2018 gehouden in Wit-Rusland, in de hoofdstad Minsk. Het festival werd gewonnen door Roksana Węgiel uit Polen. Het was de eerste Poolse overwinning uit de geschiedenis van het Junior Eurovisiesongfestival.

## Format

### Locatie

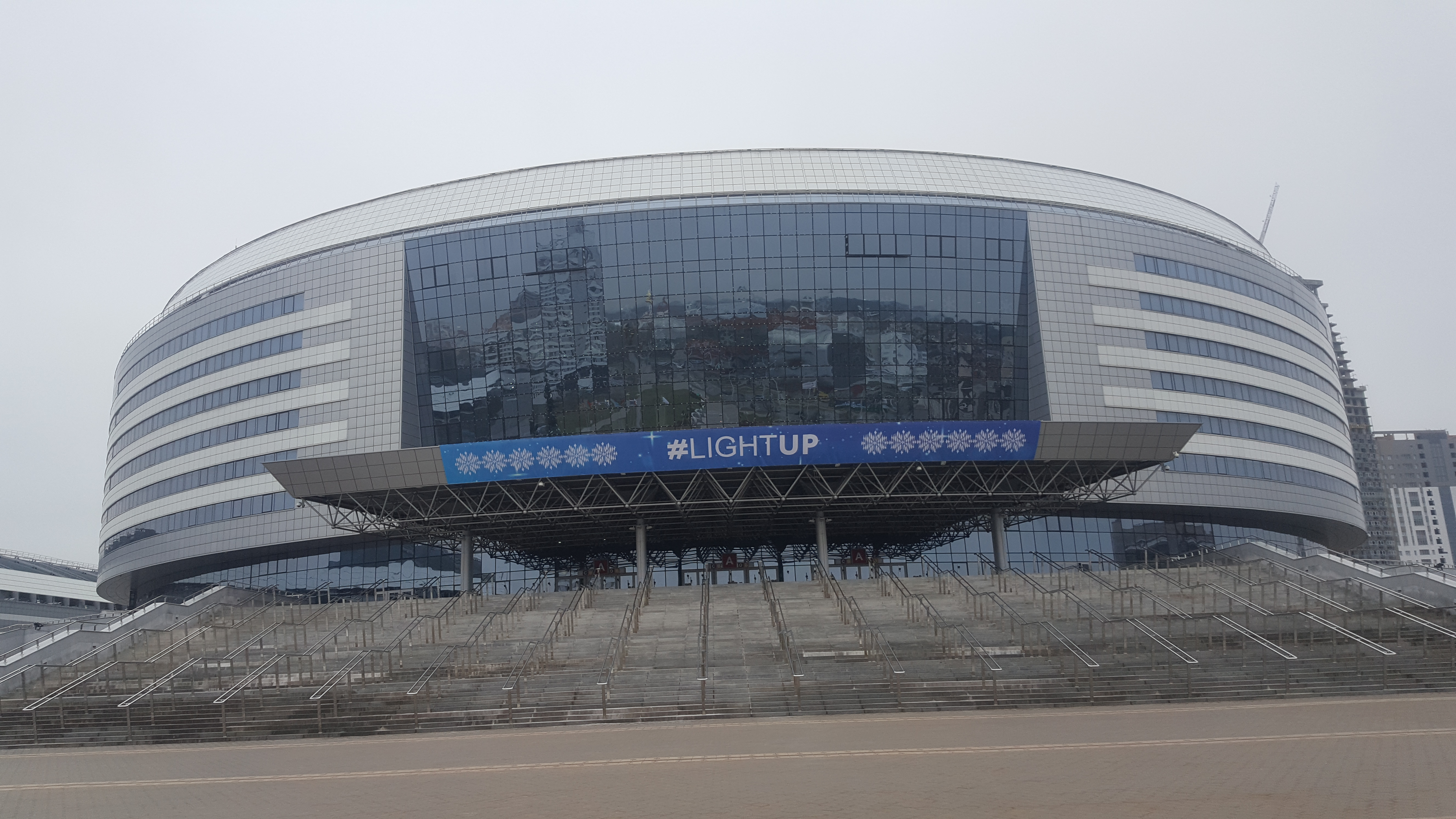
Minsk Arena, locatie voor het Junior Eurovisiesongfestival

Op 15 oktober 2017, een week voor het festival in 2017 werd er aangekondigd dat het festival opnieuw zou georganiseerd worden in de Minsk Arena. In 2010 werd het daar ook georganiseerd. Toen won Armenië voor het eerst in de geschiedenis het Junior Eurovisiesongfestival. De Minsk Arena is de grootste indoor arena van Wit-Rusland.

### Presentatie
Eugene Perlin en Zinaida Koeprijanovitsj werden de presentatoren voor het festival. Kupriyanovich zou later nog haar vaderland vertegenwoordigen op het Eurovisiesongfestival 2018, waar ze 24ste werd in de grote finale in Tel Aviv. Daarnaast werd Helena Meraai aangeduid als presentator in de green room. Zij vertegenwoordigde het jaar voordien haar land op het Junior Eurovisiesongfestival, waar ze vierde werd. Ze trad daarmee in de voetsporen van o.a. Lizi Pop.

## Uitslag
| Nummer | Land         | Taal                     | Artiest             | Lied                                 | Punten |
| ------ | ------------ | ------------------------ | ------------------- | ------------------------------------ | ------ |
| 1      | Polen        | Pools en Engels          | Roksana Węgiel      | Anyone I want to be                  | 215    |
| 2      | Frankrijk    | Frans en Engels          | Angélina Nava       | Jamais sans toi                      | 203    |
| 3      | Australië    | Engels                   | Jael Wena           | Champion                             | 201    |
| 4      | Oekraïne     | Oekraïens en Engels      | Darina Krasnovetska | Say love                             | 182    |
| 5      | Malta        | Engels                   | Ela Mangion         | Marchin’ on                          | 181    |
| 6      | Kazachstan   | Kazachs en Engels        | Danelija Toelesjova | Özinge sen                           | 171    |
| 7      | Italië       | Italiaans en Engels      | Melissa & Marco     | What is love                         | 151    |
| 8      | Georgië      | Georgisch en Engels      | Tamar Edilasjvili   | Your voice                           | 144    |
| 9      | Armenië      | Armeens                  | L.E.V.O.N.          | L.E.V.O.N.                           | 125    |
| 10     | Rusland      | Russisch en Engels       | Anna Filiptsjoek    | Unbreakable                          | 122    |
| 11     | Wit-Rusland  | Russisch en Engels       | Daniel Jastremisky  | Time                                 | 114    |
| 12     | Macedonië    | Macedonisch              | Marija Spasovska    | Doma                                 | 99     |
| 13     | Nederland    | Nederlands en Engels     | Max & Anne          | Samen                                | 91     |
| 14     | Israël       | Hebreeuws                | Noam Dadon          | Children like these                  | 81     |
| 15     | Ierland      | Iers                     | Taylor Hynes        | I.O.U.                               | 48     |
| 16     | Azerbeidzjan | Azerbeidzjaans en Engels | Fidan Hüseynova     | I wanna be like you                  | 47     |
| 17     | Albanië      | Albanees en Engels       | Efi Gjika           | Barbie                               | 44     |
| 18     | Portugal     | Portugees                | Rita Laranjeira     | Gosto de todo (já não gosto de nada) | 42     |
| 19     | Servië       | Servisch                 | Bojana Radovanović  | Svet                                 | 30     |
| 20     | Wales        | Welsh                    | Manw                | Perta                                | 29     |

## 12 punten

### Volwassenenjury
| Aantal keer 12 | Land        | Gekregen van                                              |
| -------------- | ----------- | --------------------------------------------------------- |
| 6              | Australië   | Italië, Nederland, Oekraïne, Portugal, Wales, Wit-Rusland |
| 3              | Georgië     | Ierland, Israël, Rusland                                  |
| 2              | Frankrijk   | Albanië, Malta                                            |
| 2              | Macedonië   | Kazachstan, Servië                                        |
| 2              | Malta       | Australië, Georgië                                        |
| 1              | Italië      | Macedonië                                                 |
| 1              | Oekraïne    | Polen                                                     |
| 1              | Polen       | Frankrijk                                                 |
| 1              | Rusland     | Azerbeidzjan                                              |
| 1              | Wit-Rusland | Armenië                                                   |

## Wijzigingen

Deelnemende landen
Landen die in het verleden deelnamen, maar in 2018 afwezig waren

### Debuterende landen
- Kazachstan: op 25 juli 2018 maakte de EBU de volledige lijst met deelnemers bekend, waarop ook de naam van Kazachstan prijkte. Onder leiding van de Kazachse omroep Khabar Agency maakte Kazachstan voor het eerst zijn opwachting op een Eurovisie-evenement.
- Wales: op 9 mei 2018 maakte de Welshe omroep S4C bekend te zullen debuteren. Dit was opvallend aangezien Wales geen onafhankelijk land is maar een deelgebied is van het Verenigd Koninkrijk, dat in het verleden drie keer deelnam aan het Junior Eurovisiesongfestival.

### Terugkerende landen
- Azerbeidzjan: nadat Azerbeidzjan in 2012 en 2013 al twee keer zijn opwachting maakte, trok het land zich terug vanwege de slechte resultaten in verhouding tot het Eurovisiesongfestival. Na een afwezigheid van vier jaar keerde het land weer terug.
- Frankrijk: nadat Frankrijk in 2004 al een keer meedeed, keerde het na veertien jaar terug op het festival.
- Israël: nadat Israël zich in 2017 terugtrok, keerde het land na één jaar afwezigheid weer terug op het festival.

### Niet meer deelnemende landen
- Cyprus: Cyprus nam niet deel dit jaar. De laatste keer dat Cyprus afwezig was, was in 2015.

Albanië · Armenië · Australië · Azerbeidzjan · Frankrijk · Georgië · Ierland · Israël · Italië · Kazachstan · Macedonië · Malta · Nederland · Oekraïne · Polen · Portugal · Rusland · Servië · Wales · Wit-Rusland
2003 · 2004 · 2005 · 2006 · 2007 · 2008 · 2009 · 2010 · 2011 · 2012 · 2013 · 2014 · 2015 · 2016 · 2017 · 2018 · 2019 · 2020 · 2021 · 2022 · 2023 · 2024 · 2025

Zie ook: Eurovisiedansfestival · Eurovisiesongfestival · Eurovision Young Musicians · Eurovision Young Dancers · Eurovision Choir